# Lijst van Europarlementariërs voor de SGP
Een overzicht van alle (voormalige) Europees Parlementleden voor de SGP.
| Europarlementariër | Begindatum   | Einddatum        |
| ------------------ | ------------ | ---------------- |
| Leen van der Waal  | 24 juli 1984 | 1 september 1997 |
| Bas Belder         | 20 juli 1999 | 1 juli 2019      |
| Bert-Jan Ruissen   | 2 juli 2019  |                  |